# (22278) Protitch
(22278) Protitch est un astéroïde de la ceinture principale.

## Description
(22278) Protitch est un astéroïde de la ceinture principale. Il fut découvert le 2 septembre 1983 à La Silla par Henri Debehogne. Il présente une orbite caractérisée par un demi-grand axe de 2,56 UA, une excentricité de 0,19 et une inclinaison de 11,7° par rapport à l'écliptique.

## Compléments